# S/S Rottne
S/S Rottne var en tidigare svensk ångslup för huvudsakligen persontransporter åt Ronneby Ångslups AB på Ronnebyån med slutdestination vid Karön i Blekinge skärgård. Fartyget levererades den 15 maj år 1884 och togs i tjänst för persontrafik med stopp bland annat vid Ronneby brunn. Fartyget tillverkades vid Karlstads Mekaniska Werkstad till en kostnad av 11 500 kronor. 

## Olyckor
Redan vid premiärturen råkade fartyget ut för sin första olycka vid bryggan på Karön till följd av en felande ångmaskin. Skadorna tycks dock inte ha varit värre än att fartyget nästa dag kunde tas in på varv i Karlskrona för reparation. Under samma säsong inträffade den 25 augusti också nästa olycka då Rottne mötte ett av bolagets andra ångfartyg S/S Ronneby i Ronnebyån varpå Rottne kom för långt västerut i å-fåran och slog propellern i en sten. Följden blev en böjd propelleraxel och att fartyget behövde tas ur tjänst ett antal dagar för reparationer. En av de förhållandevis mer omfattande olyckorna i fartygets tjänst inträffade cirka klocka 20.00 den 19 augusti år 1891 då Rottne lämnade Ronnebyån vid Ronnebyhamn och där mötte S/S Blida ur samma bolagsflotta. Strömmen i Ronnebyån var den här kväller stark och ledde till att fartygen kolliderade med omfattande skador i respektive för. Vid kollisionen föll brukspatron G. Benedicks över bord men kunde snabbt räddas varpå fartygen trots sina skador kunde vända om och sätta kurs mot Ronneby.

## Försäljning
Efter sin tjänstgöring i Ronneby såldes fartyget år 1924 och döptes då om till Skanör. Rottne fick en efterföljare och namne år 1943 då Karötrafiken förening u.p.a. köpte in och döpte om ångaren Thor, ursprungligen Svea, från Sölvesborgs hamnförvaltning i syfte att fortsätta båttrafiken på Ronnebyån efter att Ronneby Ångslups AB upplösts år 1939.

### Digitala källor
- Blekinge museum om S/S Rottne
- Riksantikvarieämbetet om S/S Rottne
- Skärgårdsbåtar.se om S/S Rottne